# Krajowe Centrum ds. AIDS

Czerwona kokardka – symbol solidarności z osobami żyjącymi z HIV i AIDS, ich rodzinami i przyjaciółmi

Krajowe Centrum ds. AIDS – państwowa jednostka budżetowa, agenda Ministerstwa Zdrowia zajmująca się szeroko pojętą problematyką AIDS/HIV i realizacją zadań z zakresu zapobiegania i zwalczania HIV/AIDS.

## Zadania i działalność
Krajowe Centrum ds AIDS działa na podstawie następujących dokumentów:
- Zarządzenia Ministra Zdrowia z dnia 28 czerwca 2006 roku w sprawie Krajowego Centrum ds. AIDS
- Rozporządzenia Rady Ministrów z dnia 13 września 2005 roku w sprawie Krajowego Programu Zwalczania AIDS i Zapobiegania zakażeniom HIV (Dz.U. nr 189, poz. 1590).

Do działalności podstawowej Krajowego Centrum należą działania mające na celu:
- zapobieganie zakażeniom HIV,
- opiekę nad żyjącymi z HIV,
- opiekę nad chorymi na AIDS,
- analizy sytuacji epidemiologicznej w aspekcie przeciwdziałania epidemii HIV/AIDS,
- pomocy i wsparcia dla osób żyjących z HIV, chorych na AIDS i ich bliskich,
- dostępności metod diagnostycznych wynikających z aktualnego stanu wiedzy medycznej,
- leczenia antyretrowirusowego (ARV) zgodnego z aktualnym stanem wiedzy medycznej,
- ograniczenie rozprzestrzeniania się zakażeń HIV,
- profilaktykę zakażeń HIV i zapewnienie odpowiedniego dostępu do informacji, edukacji i usług w zakresie profilaktyki HIV/AIDS,
- poprawę jakości życia w sferze psychospołecznej osób żyjących z HIV/AIDS, ich rodzin i bliskich,
- zapewnienie szerokiego dostępu do diagnostyki oraz leczenia ARV,
- poprawę jakości i dostępu do diagnostyki i opieki medycznej nad ludźmi żyjącymi z HIV/AIDS oraz osobami narażonymi na zakażenie HIV,
- ograniczenie zakażeń HIV wśród dzieci[2].

## Czerwona Kokardka
Od 1996 Krajowe Centrum ds. AIDS przyznaje wyróżnienie pod nazwą Czerwona Kokardka.